# Giancarlo Kalabrugovic
Giancarlo Kalabrugovic, pseudonimo di Giancarlo Calabretta (Bollate, 2 ottobre 1966), è un comico e cabarettista italiano.

## Biografia
Nato a Bollate, in provincia di Milano, da padre calabrese e da madre emiliana, nel 2000 frequenta un corso di recitazione alla scuola Campo Teatrale di Milano; l'anno successivo inizia a dedicarsi al teatro comico, debuttando, nel 2002, nello spettacolo Sbarlusc, che avrà come tappe importanti teatri come il Verdi di Milano e il Valle di Roma.
Il 2003 è protagonista di uno spot pubblicitario per la Breil e appare anche in una scena nella produzione cinematografica Fame chimica, di Paolo Vari e Antonio Bocola.
L'anno seguente inizia il suo avvicinamento a diversi laboratori di cabaret dell'area milanese e, nel 2005, entra a far parte del laboratorio artistico di Zelig, divenendo così ospite fisso, nel 2007 di Zelig Off, rampa di lancio per cabarettisti emergenti. Contemporaneamente recita il ruolo di Mimmo "il figlio della portinaia", nel format Buona la prima, con Ale e Franz.
Da settembre del 2007 viene "promosso" a Zelig, dove interpreta il personaggio di Pino dei Palazzi, che si definisce un "filosofo metropolitano" e un "balordo delle case popolari".

### Filmografia
- Fame chimica, regia di Paolo Vari e Antonio Bocola (2003) nel ruolo di Bifo

### Teatro
- Sbarlusc (2002) di Giulio Baraldi

### Televisione
- Zelig Off (2007-2008)
- Buona la prima! (2007-2008)
- Zelig (2008-2011, 2013, 2021)

### Videoclip
- Simbiosi, Meg (2004) regia di Riccardo Struchil
- Non confondermi, Marracash (2008)

### Spot pubblicitari
- Breil (2003)
- Gazzenda (2008)